# کارولین ۴۴۴۶
سیارک ۴۴۴۶ (به انگلیسی: 4446 Carolyn، نامگذاری:1985TT) چهار هزار و چهارصد و چهل و ششمین سیارک کشف شده‌است که در ۱۵ اکتبر ۱۹۸۵ کشف شد.
قدر مطلق سیارک برابر ۱۱٫۱۰ است.